# Tommaso Colonnello
Tommaso Colonnello (Buenos Aires, 9 settembre 1896 – Ortona, 20 giugno 1975) è stato un pittore italiano.

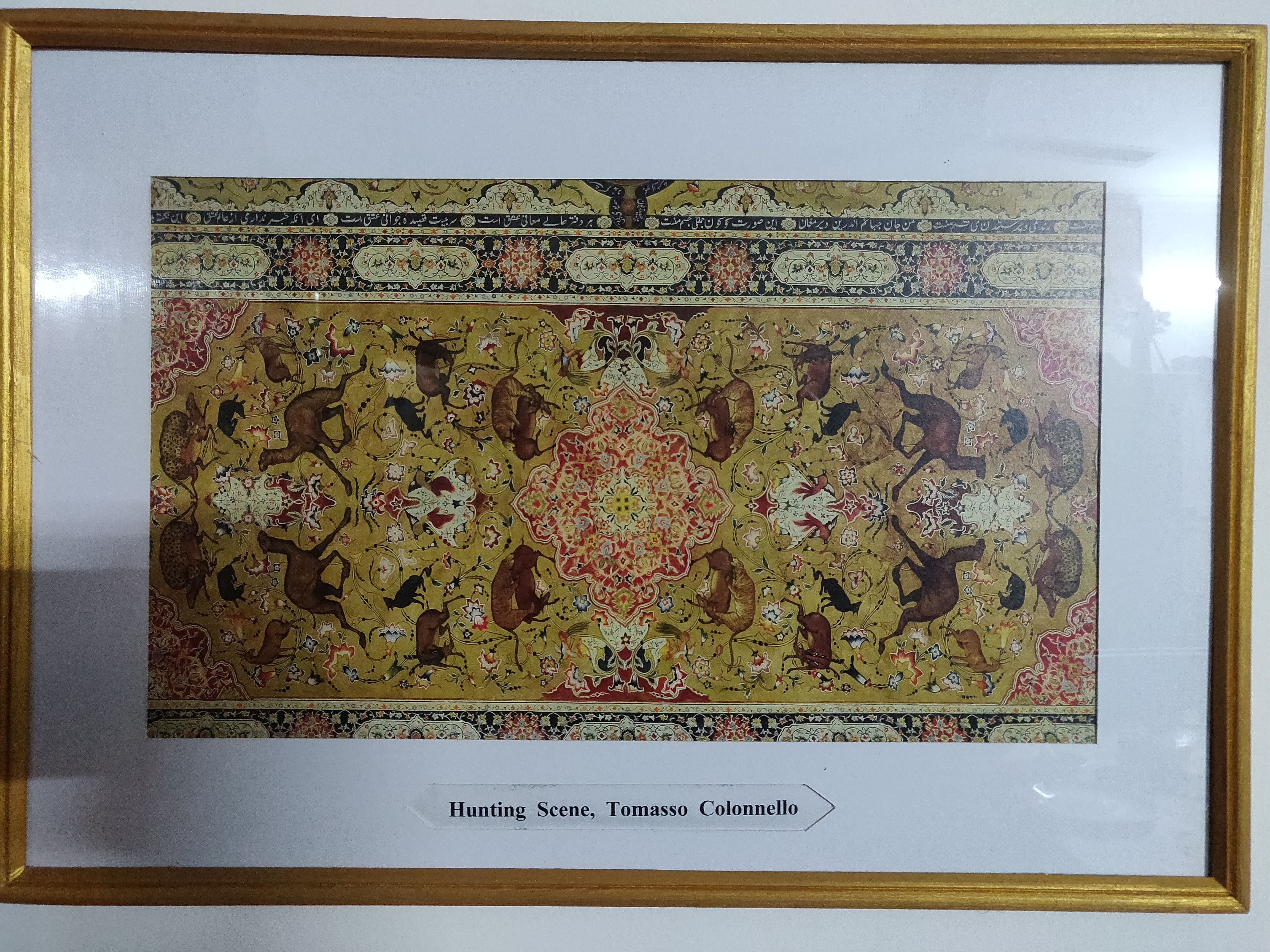
Hunting Scene by Tommaso Colonnello.

Tommaso Colonnello fu un pittore italiano noto particolarmente per dipinti eseguiti negli anni '30 per il palazzo del viceré britannico in India. Specialmente per questi lavori ricevette l’onorificenza di cavaliere da Vittorio Emanuele Re d’Italia.

## Biografia
Tommaso Colonnello nacque a Buenos Aires il 9 settembre 1896, appartenendo ad una famiglia di Ortona che commerciava con l’India dai primi dell'800. La famiglia si trasferi' a Bombay quando Tommaso era ancora dodicenne, e frequentò il college gesuita di St. Mary. Completati gli studi, a 18 anni tornò in Italia e combatte' nella prima guerra mondiale. A guerra finita sposò Clementina Costanzo, e con la moglie partì per New York, dove si dedicò allo studio dell’arte e della decorazione orientale. Per alcuni anni apprese l'uso delle lacche colorate da maestri cinesi. Poi con il sopravvenire della depressione si trasferì in India dove ricevette un incarico di rilievo: la decorazione della sala da ballo del Rashtrapati Bhavan, palazzo del vicerè a New Delhi. Tale lavoro fu completato nel 1933 con l'aiuto di 12 pittori indiani. Grazie agli elogi ricevuti dalla critica per questo lavoro, il Re d'Italia gli diede l'onorificenza di cavaliere per "lavori artistici ... eseguiti all'estero".

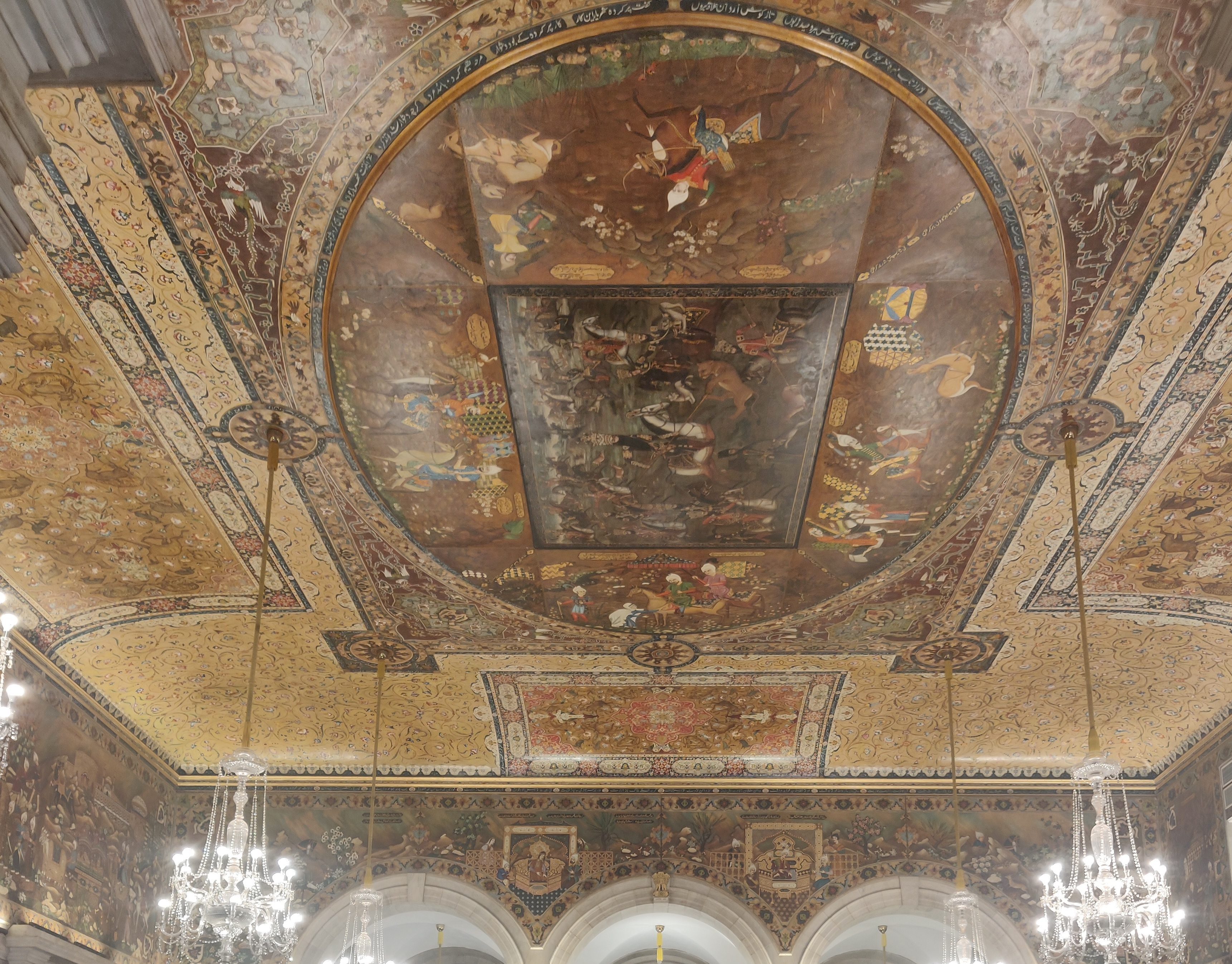
Ceiling of Rashtrapati Bhavan's ball room decorated by Tommaso Colonnello

Nel 1938 si trasferì a Milano con la moglie e le due figlie. In Italia però la sua arte non ebbe lo stesso successo, e dopo la seconda guerra mondiale si trasferì a Buenos Aires dove ebbe buon successo. Successivamente ritorno in Italia dove continuò a produrre i propri lavori artistici ad Ortona, fino alla sua scomparsa il 20 giugno 1975.

## Citazioni in India
In un libro commissionato dal presidente della repubblica dell'India, sulla storia del palazzo del vicere nel 2002, uno storico d'arte indiana cita il nome dell'artista come Tomasso. Dal nome cosi cambiato viene citato in altre referenze indiane, cosi come è possibile vederlo sulle didascalie di stampe ed articoli in India.